# Fenomenología trascendental
La fenomenología trascendental es una corriente filosófica fundada por Edmund Husserl en un intento de renovar la filosofía como una ciencia estricta. Por ciencia estricta, Husserl se refiere a que la filosofía debía aspirar al alcance de una verdad objetiva en el conocimiento acerca de un fenómeno. Para lograr dicho propósito la filosofía debía cumplir dos requisitos: primero, tener un conocimiento progresivo; segundo, tener un método propio. 
La fenomenología tiene por objetivo describir cómo el mundo se hace presente en la subjetividad, determinando sus estructuras esenciales. El adjetivo "trascendental" que acompaña a la fenomenología husserliana se utiliza para distinguir a esta de otras formas de fenomenología.  
La fenomenología trascendental se inscribe en la tradición de la filosofía trascendental que tiene sus raíces en René Descartes, pero más claramente en Immanuel Kant y el idealismo alemán. Pese a que la fenomenología trascendental se ha referido, prácticamente durante todo el siglo XX, a la filosofía de Edmund Husserl, la exégesis contemporánea sugiere que ciertos periodos del pensamiento de Martin Heidegger podrían adscribirse también a esta corriente. 
En reacción a la fenomenología trascendental, han emergido muchas de las grandes corrientes de la así llamada filosofía continental del siglo XX, tales como la deconstrucción, el postestructuralismo, el pensamiento de la otredad, la posmodernidad y el existencialismo.

## Desarrollo histórico de la fenomenología trascendental
Pese a que se suele decir que la fenomenología trascendental tiene su origen en el primer tomo de las Ideen zu einer reinen Phänomenologie und phänomenologischen Philosophie (Ideas I), no existe consenso acerca de si la fenomenología de la que Husserl hablaba ya desde 1900 no podría considerarse como trascendental incluso antes de 1913. Lo que sí es un hecho es que en la primera edición de la Logische Untersuchungen de 1900/1901 (que luego recibió una segunda edición con correcciones posterior a la escritura de Ideas I) Husserl caracteriza a la fenomenología como "psicología descriptiva", no reconociéndose ella como sucesora de la filosofía trascendental.
En las Investigaciones lógicas Husserl presenta una aguda crítica al psicologismo, y desarrolla algunos conceptos heredados de la filosofía de su maestro Brentano, como el de vivencia e intencionalidad, que posteriormente ocuparán un lugar central en la fenomenología trascendental. Por vivencia ha de entenderse la unidad entre un acto intencional de cualquier tipo (percepción, imaginación, recuerdo, deseo, etc.) y el objeto que es alcanzado en esa vivencia, el objeto intencional (lo percibido, lo imaginado, etc.). Por otra parte, con intencionalidad se describe la propiedad de las vivencias de estar referidas siempre a algo. Así, la vida de conciencia es caracterizada como necesariamente intencional, esto es, que todas las vivencias se refieren necesariamente a alguna forma de objeto. A los objetos entendidos como correlatos necesarios de vivencias, Husserl los denomina objetos intencionales.
La fenomenología aparece en esta obra como una ciencia que debe de proceder conforme a un método. Este método recibirá luego de las Investigaciones lógicas múltiples correcciones y ampliaciones en los siguientes trabajos de Husserl. Debe observarse, sin embargo, que hasta 1913 no se hablaba aún de la epojé, de la reducción fenomenológica y de la reducción trascendental, que son condición sine qua non para convertir el análisis psicológico de las vivencias en un análisis propiamente filosófico. (Como antecedente, puede observarse que en las lecciones de Die Idee der Phänomenologie se habla de reducción gnoseológica).
Otro elemento metódico es la apelación a una mereología, o teoría de los todos y las partes, a partir de la cual se han de distinguir entre partes independientes y partes no independientes de las esencias de los objetos intencionales. Con esto es posible describir las relaciones entre estas partes en términos de fundamentación. Por último, el método supone también una teoría del cumplimiento de las vivencias intencionales. (A este cumplimiento lo denominará más tarde, en Ideas I, evidencia, "Evidenz"). 
De acuerdo con esta teoría, la pregunta por el sentido intencional se responde a partir de las vivencias perceptivas en las que se captan objetos reales o ideales. En cuanto a este último punto, Husserl afirma que también en las vivencias que tienen ideas como objetos intencionales es posible distinguir entre vivencias que presentan a sus objetos y vivencias que sólo los mentan de manera vacía (esta mención vacía es una posibilidad que surge con el lenguaje). Por ello cabe pensar en las vivencias en las que se captan o intuyen ideas como vivencias análogas a aquellas en las que se percibe un objeto real. Desde este punto de vista los objetos son inconcebibles sin su referencia a las vivencias en las que se muestran: el postulado de una cosa en sí, independiente de la vida de conciencia, es absurdo.
Así pues, en resumen, en las Investigaciones Lógicas la fenomenología ya es concebida una ciencia que estudia las estructuras esenciales de las vivencias y los objetos intencionales, así como relaciones esenciales entre tipos de vivencias y de objetos intencionales. Por otro lado,  el propósito de la fenomenología tal y como es propuesta en esta obra consistiría en la aclaración epistemológica de la lógica pura, que comprendería también a la matemática, a partir del cumplimiento de las vivencias intencionales de las objetividades lógicas.

## Ideas I
Ideas relativas a una fenomenología pura y una filosofía fenomenológica, también conocida como Ideas I, es la primera publicación donde aparece el tema de la epojé trascendental: la operación mediante la cual Husserl propone acceder a la subjetividad trascendental o conciencia pura mediante una serie de pasos  o reducciones.  Una de estas reducciones es la  reducción eidética, que consiste en tomar las objetividades que se presentan a la consciencia como meros ejemplares de esencias que se obtienen por variación eidética. Este método ya había sido introducido en las Investigaciones Lógicas. No es este el caso de la reducción trascendental, que aparece por primera vez en esta obra en la forma de una desconexión o puesta entre paréntesis de la creencia en la realidad del mundo. Quien ejecuta esta reducción descubre de manera radical el mundo en tanto que mundo vivido por él, pues con la desconexión de la creencia en la realidad del mundo el fenomenólogo se concentra necesariamente en el campo de la vida de conciencia en la que éste aparece y  adquiere incluso su carácter de realidad. Sólo con la desatención del mundo en tanto que mundo real es posible prestar atención al mundo tal y como es vivido por nosotros.  Mientras que la reducción trascendental abre el campo de la consciencia pura, la reducción eidética permite captar lo que ahí aparece en términos de esencias y de relaciones esenciales. A la actitud en la que vivimos cotidianamente cuando no hacemos filosofía, Husserl la denomina actitud natural. A la actitud en la que nos mantenemos en la reducción trascendental  —y que, lo sepa o no el filósofo, es propia de toda filosofía— la denomina actitud trascendental.
A partir de esta obra toda la fenomenología de Husserl se desarrollará como fenomenología trascendental. Por lo demás, en Ideas I este proyecto adquiere ya claramente el perfil de una filosofía que tiene como tarea esclarecer el sentido que el mundo tiene para nosotros en nuestra vida cotidiana.  Esto se debe a que la vida misma sobre la que el fenomenólogo reflexiona tiene un carácter intencional que coincide con una noción ampliada de significación que Husserl denomina ‘sentido’ (Sinn) en Ideas I. Husserl observa que tras la reducción trascendental toda vivencia intencional sigue teniendo una estructura doble: un lado noético y un lado noemático. Mientras que lo noético se refiere a la forma en que algo es vivido, lo noemático se refiere a aquello a lo que apunta la vivencia como su objeto. En la correlación intencional entre noesis y nóemas las vivencias se entretejen en estructuras sintéticas. Antendiendo a ello se puede hablar de una sintaxis de las vivencias que es análoga a la del lenguaje, pero mucho más fundamental. A las investigaciones fenomenológicas sobre las síntesis en las que el mundo y las cosas en él adquieren su sentido, Husserl las llamó investigaciones constitutivas.
En obras posteriores Husserl propondrá varias formas de llevar a cabo las distintas reducciones que conducen a la subjetividad trascendental. Aquí es importante hacer una observación sobre el término reducción, en alemán "Reduktion". En su libro Introduction to Phenomenology, Robert Sokolowski propone interpretar este término en el sentido de “re-conducción”, conforme a la etimología latina re-ducere.  Esta interpretación del término reducción es congruente con el papel que este concepto juega en la fenomenología trascendental.
La fenomenología aparece públicamente por primera vez como fenomenología trascendental en Ideas I. De esta obra en adelante será claro para Husserl que la tarea de la filosofía entendida de esta manera es explicar el origen y el sentido del mundo al reflexionar sobre la experiencia intencional. De acuerdo con ella, el mundo es aquello a lo que se refiere nuestra experiencia y al mismo tiempo el contexto en el que vivimos. Como contexto el mundo es siempre algo implícito. Así que para explicitar el sentido de esto implícito es necesario primero dejar de suponerlo como fundamento de la experiencia y recuperarlo como término objetivo al que ésta se refiere. Esto es lo que pretende la reducción trascendental.
Husserl planeó su obra Ideas relativas a una fenomenología pura y una filosofía fenomenológica en tres tomos. El único tomo terminado fue el primero, al que nos hemos referido en este apartado. El segundo y el tercer tomo fueron publicados de manera póstuma.

## Metodología
En lo que se refiere al método, se vale de la reducción eidética, la reducción trascendental y el análisis intencional para explicitar el sentido del  mundo en tanto que mundo (o del ser en tanto que ser) y de las cosas en él, así como para exponer las leyes esenciales inherentes a nuestra consciencia del mismo. En todas las obras sistemáticas publicadas por Husserl consta un bosquejo de su programa, y parte de él comprende la fundamentación última de las ciencias empíricas (o ciencias de hechos, como la biología) y de las ciencias eidéticas (o ciencias de esencias, como la geometría), así como la elucidación de lo mentado en sus conceptos.
Muchos de los conceptos y las tesis de la fenomenología trascendental sólo pueden ser comprendidos a cabalidad tras la ejecución de la reducción trascendental y tras el esfuerzo por entender a qué se refieren a partir de la experiencia propia. Este es uno de los sentidos del llamado a ir a las cosas mismas, en contraposición a quedarse en meras construcciones de palabras y castillos en el aire. Uno de los conceptos centrales de la fenomenología trascendental es el de intencionalidad, que procede de la tradición escolástica y en última instancia del concepto aristotélico de “logos”. Otro de sus conceptos fundamentales es el de evidencia o intuición,  que es una ampliación del concepto de percepción y que se refiere a una verdad más originaria que la proposicional: esta verdad es la de lo que aparece.
En la fenomenología trascendental se deshace la oposición entre empirismo y racionalismo, pues en la medida en que llama a dirimir todas las cuestiones sobre la verdad última de las cosas en las experiencias evidentes que tenemos de ellas, puede considerarse una forma radical de empirismo;  sin embargo, en la medida en que asume que el orden racional del mundo nace en la experiencia intencional, puede considerarse también una forma de racionalismo.
Pocos de los discípulos y de los primeros lectores de Husserl compartieron el espíritu de hacer de la fenomenología un proyecto verdaderamente colectivo. Por el contrario, la historia del movimiento fenomenológico que tiene sus raíces en Husserl parece estar dominada por el deseo de filósofos que aspiran a superarse unos a otros. De ahí que la unidad de lo que se denomina con el título genérico de fenomenología sea la mayoría de las veces superficial, cuando no meramente histórica.  Sin embargo, a principios del siglo XXI esta forma colectiva de hacer filosofía y su proyecto pasan por un renacimiento en gran parte del mundo.

## Meditaciones cartesianas
Lógica Formal y Lógica Trascendental, La crisis de las ciencias europeas y la fenomenología trascendental, Ideas II, hace referencia a la maduración de la fenomenología trascendental.
De las obras sistemáticas que Husserl alcanzó a terminar en vida, las más maduras son Meditaciones cartesianas (1931) y Lógica Formal y Lógica Trascendental (1929). La lectura de estas dos obras es imprescindible para comprender el proyecto de la fenomenología trascendental frente a las acusaciones de platonismo y solipsismo. Entre otras cosas, en ellas Husserl incorpora sus descubrimientos relativos a la conciencia del tiempo para esclarecer la temporalidad de las objetividades reales e ideales, y sus descubrimientos relativos a la empatía —la consciencia intencional en la que captamos a los otros en virtud de su aparecer corporal — para esclarecer la forma en que somos conscientes de la intersubjetividad.
Durante sus últimos años, Husserl preparaba otra obra sistemática de la cual sólo la primera parte pudo publicarse en un periódico para inmigrantes: La crisis de las ciencias europeas y la fenomenología trascendental (1936). Sin embargo, se publicaron de manera póstuma partes adicionales de este trabajo. Se trata de una introducción a la fenomenología trascendental que recupera críticamente muchos hallazgos históricos de la filosofía y que pretende dar cuenta del sentido de las explicaciones de las ciencias modernas y de su necesidad de fundarse en investigaciones fenomenológicas que tienen como tema al mundo de la vida. Además, en ella Husserl revisa críticamente diversas formas de llevar a cabo la reducción fenomenológica.
Mención aparte merece el segundo volumen de sus Ideas relativas a una fenomenología pura y una filosofía fenomenológica, que Husserl se negó a publicar en vida por considerarlo inacabado y problemático. Esta obra, en la que Husserl trabajó entre la década de 1910 y principios de la de 1920,  ejerció gran influencia en muchos fenomenólogos que tuvieron acceso a ella, como Martin Heidegger y Maurice Merleau-Ponty. En ella se anticipan problemáticas que cobrarán mucha importancia en sus obras posteriores, como los conceptos de motivación, mundo de la vida y persona, así como la constitución de la corporalidad y de la intersubjetividad.

## Génesis de la reducción trascendental
Husserl introduce explícitamente por primera vez la idea de una “reducción gnoseológica” en La idea de la fenomenología (1907). El desarrollo filosófico de esta idea irá adquiriendo una complejidad cada vez mayor conforme a una cierta maduración en su pensamiento. Por ello la reducción trascendental no debe ser vista como un "giro" sorprendente y contradictorio en la obra de Husserl respecto de sus Investigaciones lógicas, como se ha pensado a veces. En esta última obra,  Husserl habla ya de “una aprehensión fenomenológica pura desconectadora (ausschaltende) de todas las posiciones trascendentes” y de un “yo fenomenológicamente reducido”. Es cierto que estas palabras, como muchas otras de la misma tendencia, fueron introducidas únicamente hasta 1913, año de la segunda edición de las Investigaciones Lógicas y de la publicación de Ideas I. Sin embargo, en aquellas investigaciones podemos ver la predelineación de un radicalismo filosófico que impide hablar de un viraje autocontradictorio. Ya en la primera edición de esa obra (1900-1901) Husserl hablaba de la distinción entre “el yo de las vivencias” (Ichleib) y el yo empírico, de la delimitación del “yo psíquico puro” a su “contenido fenomenológico”, y de cómo a través de esta delimitación el yo “se reduce” (es reduziert sich) a la unidad de la conciencia. Ahora bien, es en sus lecciones de 1907, publicadas con el título de La idea de la fenomenología, donde Husserl expone por primera vez con toda claridad y sistematicidad la idea de la fenomenología en relación con lo que más adelante (1913) sería llamado “reducción trascendental”. Ahí sostiene que “sólo por medio de una reducción –a la que vamos a llamar ya reducción fenomenológica– obtengo un dato absoluto, que ya no ofrece nada de trascendencia”. Desde un punto de vista retrospectivo la obra de Husserl parece implicar, en el camino que va de Investigaciones lógicas a Ideas I, pasando por La idea de la fenomenología, un énfasis creciente en ciertos puntos que tendían desde el principio hacia cierto radicalismo filosófico. Para poner otro ejemplo, en los primeros parágrafos de la primera de las Investigaciones lógicas Husserl hablaba, apuntando ya a desarrollos que más adelante habrían de conducir a la reducción trascendental, del “principio de la falta de supuestos”, entendidos como supuestos ontológicos, y hacía referencia a la fenomenología pura como “terreno de investigaciones [ontológicamente] neutrales”. En concordancia con esto dice también que sus investigaciones “no tenían tema ontológico” y que la fenomenología pura no hace ni la menor afirmación sobre existencias reales (reales Dasein).
En fin, las diferencias entre la primera y la segunda edición de las Investigaciones Lógicas ofrecen un campo de estudio para la determinación del progreso en la filosofía de Husserl y para entender su camino hacia la reducción trascendental como el transcurso de un énfasis radicalizador.